# Dziubiele Małe
Dziubiele Małe (niem. Klein Dziubiellen, 1904–1945 Klein Zollerndorf) – osada w Polsce położona w województwie warmińsko-mazurskim, w powiecie piskim, w gminie Orzysz. Znajduje się w okolicach jeziora Śniardwy 18 kilometrów od Orzysza i 10 kilometrów od Mikołajek.
W latach 1975–1998 miejscowość administracyjnie należała do województwa suwalskiego.

## Zabytki
Zabytki ujęte w gminnej ewidencji zabytków:
- Dawny cmentarz ewangelicki właścicieli byłego majątku, założony w połowie XIX wieku[3].

Na cmentarzu pochówki rodziny von Damm.